# Recques-sur-Course
Recques-sur-Course (flämisch: Rekke) ist eine Gemeinde im französischen Département Pas-de-Calais in der Region Hauts-de-France. Sie gehört zum Kanton Berck im Arrondissement Arrondissement Montreuil. Nachbargemeinden sind Longvilliers im Nordwesten, Inxent im Norden, Montcavrel im Osten, Estréelles im Süden, Attin im Südwesten und Bréxent-Énocq im Westen.

## Bevölkerungsentwicklung
| Jahr      | 1962 | 1968 | 1975 | 1982 | 1990 | 1999 | 2008 | 2014 |
| --------- | ---- | ---- | ---- | ---- | ---- | ---- | ---- | ---- |
| Einwohner | 188  | 186  | 172  | 191  | 267  | 292  | 270  | 290  |

## Sehenswürdigkeiten
- Kriegerdenkmal
- Schloss
- Ehemaliger Bahnhof

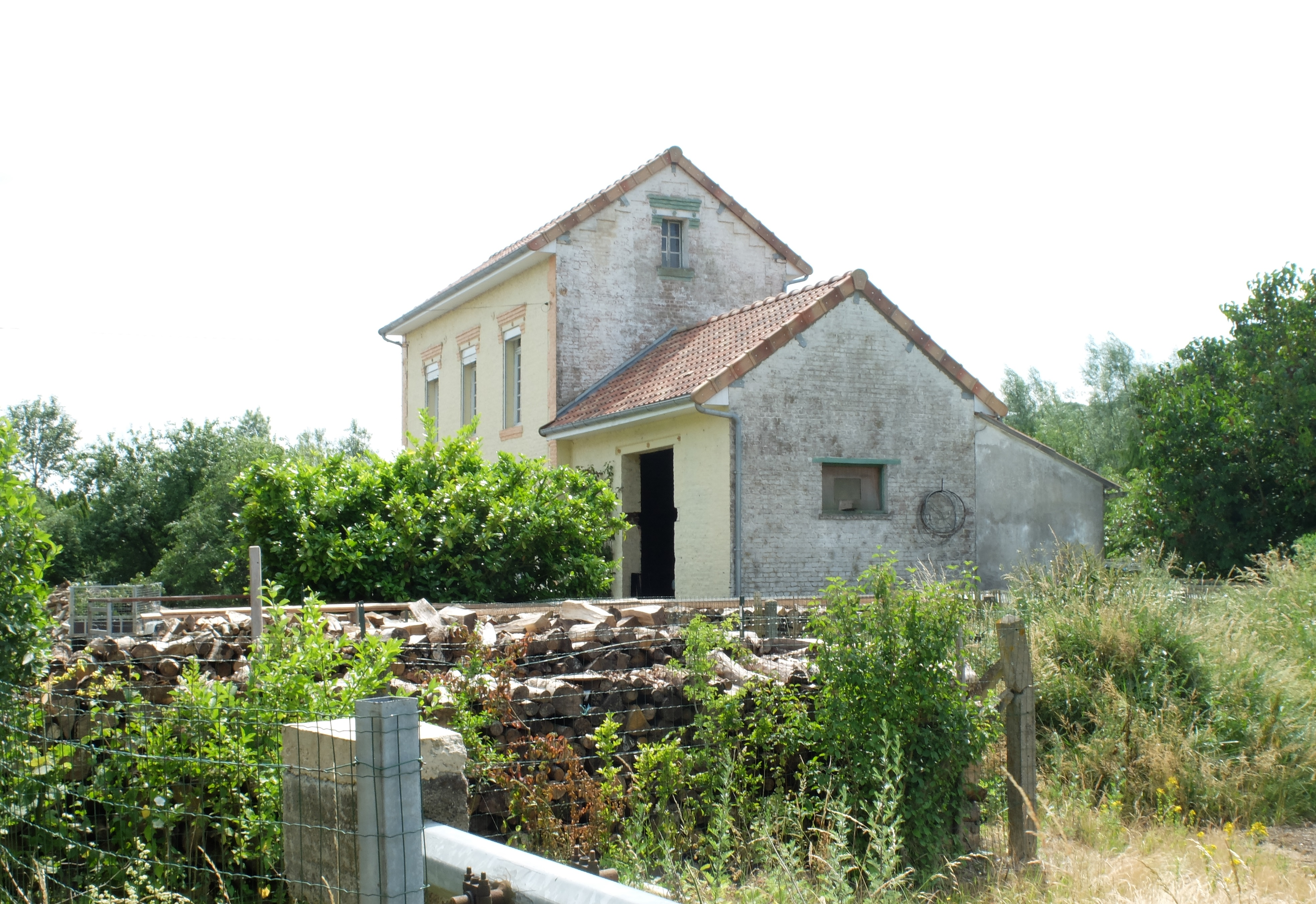
Nicht mehr in Betrieb befindlicher Bahnhof an der Eisenbahnlinie von Berck-Plage nach Aire-sur-la-Lys
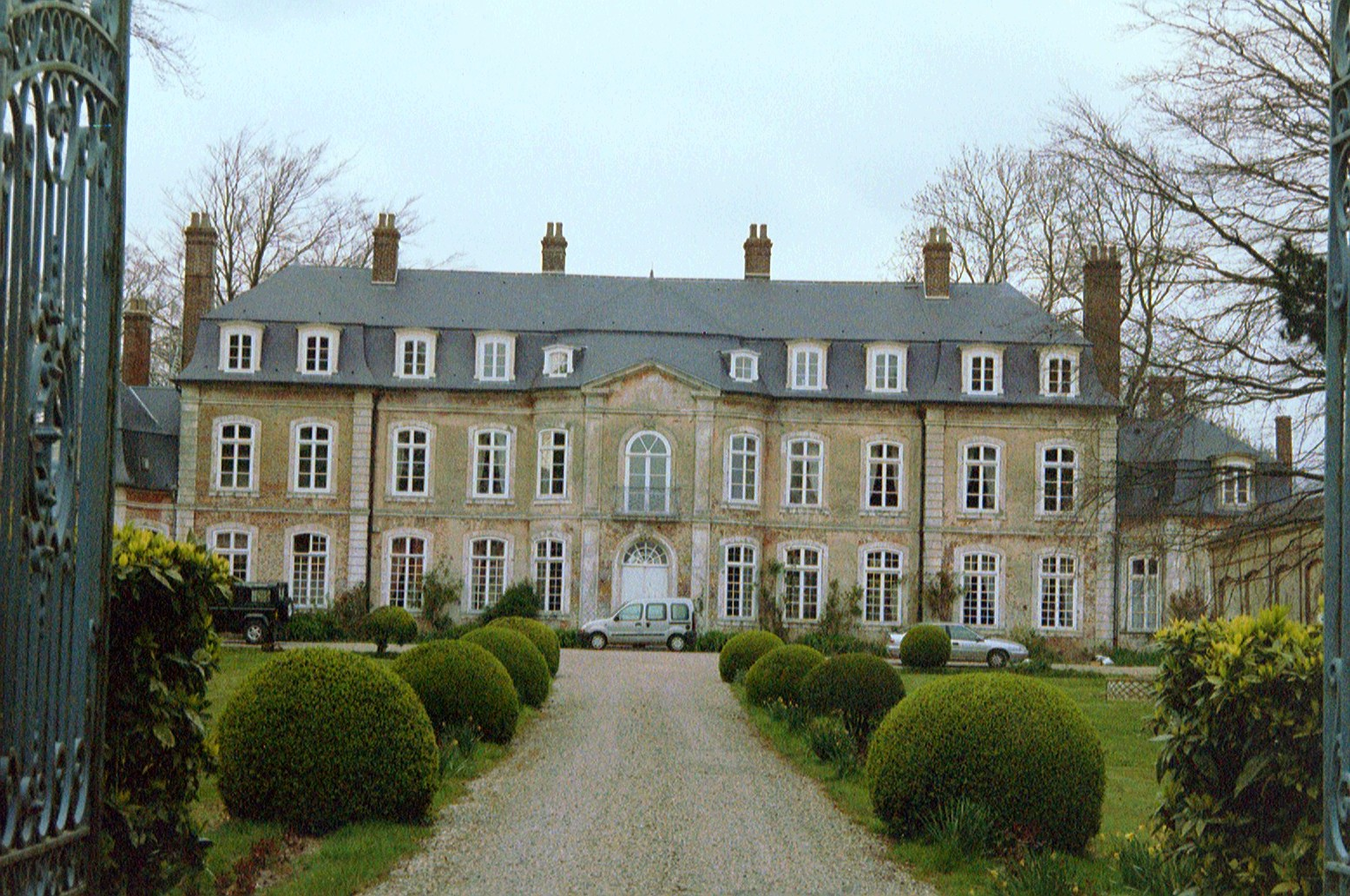
Schloss von Recques-sur-Course